# 圣科洛曼
圣科洛曼是奥地利萨尔茨堡州哈莱因县的一个市镇。总面积55.97平方公里，总人口1577人，人口密度28.2人/平方公里（2005年）。